# Liste des dirigeants des préfectures centrafricaines
Cette page dresse la liste des préfets des 16 préfectures de la République centrafricaine (14 préfectures de droit commun + 2 « préfectures économiques » [PE] ; est ajouté le maire de la ville de Bangui).

## Préfets

### Nominations en août 2017
Le 23 août 2017, le Président de la République nomme pour la première fois depuis sa prise de fonction 16 préfets, 8 civils (dont 2 femmes) et 8 militaires :
| Préfecture        | Nom                          | Notes                |
| ----------------- | ---------------------------- | -------------------- |
| Ombella-M’Poko    | Pascal Panal                 | Administrateur civil |
| Lobaye            | Francis Bangue-Doungoupou    | Administrateur civil |
| Mambéré-Kadéï     | Philomène Dounda née Gbéko   | Administrateur civil |
| Sangha-Mbaéré     | Lazare Ngaya                 | Administrateur civil |
| Nana-Mambéré      | Alexis Nakezangba            | Lieutenant-colonel   |
| Ouham             | Marcel Guila                 | Commandant           |
| Ouham-Pendé       | Dieudonné Youngaina          | Administrateur civil |
| Ouaka             | Victor Bissekoin             | Administrateur civil |
| Kémo              | Lydie Gayoro                 | Administrateur civil |
| Nana-Grébizi      | Augustin Tombeau             | Colonel              |
| Bamingui-Bangoran | Venant Nicaise Adouma        | Lieutenant-colonel   |
| Basse-Kotto       | Ferdinand Ngallo             | Lieutenant-colonel   |
| Haute-Kotto       | Evariste Thierry Binguinidji | Administrateur civil |
| Haut-Mbomou       | Jude Ngayako                 | Commandant           |
| Mbomou            | Auguste Syllo                | Commandant           |
| Vakaga            | Léonard Mbélé                | Commandant           |

### Nominations depuis 2014
| Préfecture        | Nom                       | Depuis (le)       |
| ----------------- | ------------------------- | ----------------- |
| Bamingui-Bangoran | Mahamat Abdoulaye         | 1er décembre 2014 |
| Bangui            | Yacinthe Wodobodé         | Février 2014      |
| Haute-Kotto       | Robert Morgode            |                   |
| Mambéré-Kadéï     | Lydie-Marthe Yangba       | 1er décembre 2014 |
| Nana-Grébizi      | Gaston Yendemo            | 24 mars 2015      |
| Nana-Mambéré      | Frédéric Yagonda          |                   |
| Ouaka             | El Adj Abacar Ben Ousmane |                   |
| Ouaka             | Mathurin Kanda-Séssé      |                   |
| Vakaga            | Ousmane Mahamat           |                   |

### Nominations en mai 2013
Nomination du 20 mai 2013, pour la présidente de la délégation spéciale de ville de Bangui. Par le décret 13.109 du 22 mai 2013, portant nomination des préfets :
| Préfecture         | Nom                        | Depuis (le) |
| ------------------ | -------------------------- | ----------- |
| Bamingui-Bangoran  | Bernard Sendoo-Okapé       | 22 mai 2013 |
| Bangui             | Catherine Samba-Panza      | 20 mai 2013 |
| Basse-Kotto        | Thierry Bema               | 22 mai 2013 |
| Haute-Kotto        | Ngoaou Alain               | 22 mai 2013 |
| Haut-Mbomou        | Ghislain Dieu Béni Kolengo | 22 mai 2013 |
| Kémo               | Elodie Tabane Mahamat      | 22 mai 2013 |
| Lobaye             | Alexandre Kouroupé-Awo     | 22 mai 2013 |
| Mambéré-Kadéï      | Ouadala Saint Romain       | 22 mai 2013 |
| Mbomou             | Moktar Didjani             | 22 mai 2013 |
| Nana-Grébizi (PE)  | Ernest Boembinti-Ndahipo   | 22 mai 2013 |
| Nana-Mambéré       | Augustin Yangana Yahoté    | 22 mai 2013 |
| Ombella-M’Poko     | Denise Madina Duekoé       | 22 mai 2013 |
| Ouaka              | Abdelhaman Babala          | 22 mai 2013 |
| Ouham              | Clotilde Namboï            | 22 mai 2013 |
| Ouham-Pendé        | Gabin Nakombo              | 22 mai 2013 |
| Sangha-Mbaéré (PE) | André Sibali               | 22 mai 2013 |
| Vakaga             | Etienne Galo               | 22 mai 2013 |

### Prédécesseurs
| Préfecture         | Nom                      | Depuis (le)              |
| ------------------ | ------------------------ | ------------------------ |
| Bamingui-Bangoran  | Colonel André Kada       | .../2013                 |
| Bangui             | Nazaire Guénéféï-Yalanga | 14 juillet 2011/mai 2013 |
| Basse-Kotto        | Jean-Marie Sakila        | 2010/2013                |
| Haute-Kotto        | David Dendou             | 2010/2012                |
| Haut-Mbomou        | Albert Boris Mbagalet    | 2011/2012                |
| Kémo               | René Arsène Daté         | 2010/2013                |
| Lobaye             | Colonel Gabriel Baïpo    | 2011/2013                |
| Mambéré-Kadéï      | Rémy Fédangamon          | 2010/2012                |
| Mbomou             | André Sibalé             | 2005/2013                |
| Nana-Grébizi (PE)  | Augustin Yangana Yahoté  | 2011/2013                |
| Nana-Mambéré       | Léon Sosthène Dengbé     | .../2011                 |
| Ombella-M’Poko     | Clotilde Namboy          | .../2011                 |
| Ouaka              | Lydie Marthe Yangba      | .../2009                 |
| Ouham              | Rufin Brice Molomadon    | 2008/2013                |
| Ouham-Pendé        | Elie Bertin Béoroféi     | 2010/2013                |
| Sangha-Mbaéré (PE) | Lazare Morales Ngaya     | 2011                     |
| Vakaga             | Colonel Lazare Docko     | .../2013                 |

### Nominations de 2003
Par le décret 03.013, en avril 2003 :
| Préfecture         | Nom                                 | Depuis (le)   |
| ------------------ | ----------------------------------- | ------------- |
| Bamingui-Bangoran  | M. Yamtokan Djimassé                | 22 avril 2003 |
| Basse-Kotto        | M. Raymond Béhorou                  | 22 avril 2003 |
| Haute-Kotto        | Gabin Serge Nakombo                 | 22 avril 2003 |
| Haut-Mbomou        | colonel Pierre-Olivier Ouango       | 22 avril 2003 |
| Kémo               | M. Arnaud Boris Sakada              | 22 avril 2003 |
| Lobaye             | lieutenant-colonel Albert Tromandji | 22 avril 2003 |
| Mambéré-Kadéï      | M. Jean-Samedi Mbaïko-Ouakian       | 22 avril 2003 |
| Mbomou             | Guy-Bomek Bokoutou                  | 22 avril 2003 |
| Nana-Grébizi (PE)  | colonel Samuel Gaïkouma             | 22 avril 2003 |
| Nana-Mambéré       | M. Georges Pétrokoni Zézé           | 22 avril 2003 |
| Ombella-M’Poko     | Mme Marie-Clotilde Mboïbo           | 22 avril 2003 |
| Ouaka              | Antoine Débo Makakéla               | 22 avril 2003 |
| Ouham              | M. Pierre Yamodo                    | 22 avril 2003 |
| Ouham-Pendé        | M. Gabin Gabriel Ouango             | 22 avril 2003 |
| Sangha-Mbaéré (PE) | colonel Gaston Ouédane              | 22 avril 2003 |
| Vakaga             | colonel Raymond Ndougou             | 22 avril 2003 |